# Harriet Bosse
Harriet Sofie Bosse (Kristiania, Noruega, 19 de febrer de 1878 – Oslo, 2 de novembre de 1961) va ser una actriu sueco-noruega. Una celebritat a la seva època, Bosse és generalment recordada com la tercera esposa del dramaturg August Strindberg. Bosse va començar la seva carrera en una companyia menor dirigida per la seva germana gran, Alma Fahlstrøm, a Kristiania (ara Oslo, la capital de Noruega). Havent assegurat un contracte en el Teatre Dramàtic Reial ("Dramaten"), la seu principal del drama d'Estocolm, Bosse va captar l'atenció de Strindberg amb la seva actuació intel·ligent i el seu aspecte "oriental" exòtic.
Després del seu festeig, el qual està descrit detalladament en les cartes i el diari de Strindberg, es van casar l'any 1901, quan ell tenia 52 anys i ella 23. Strindberg va escriure un nombre de papers importants per a Bosse, durant el període 1900–1901, uns anys de gran productivitat i creativitat per a ell. La relació va fallar arran de la gelosia de Strindberg, el qual alguns biògrafs han caracteritzat com a paranoic. El rang dels sentiments de Strindberg sobre Bosse, variant d'adoració a ràbia, es reflecteix en les funcions escrites en els rols de Bosse. Malgrat la seva funció de musa per a Strindberg, va romandre com una artista independent.
Bosse es va casar amb l'actor suec Anders Gunnar Wingard l'any 1908, i amb l'actor i director suec Edvin Adolphson l'any 1927. Tingué una filla amb Strindberg i un fill amb Wingård. Després de jubilar-se d'una carrera d'alt perfil basada a Estocolm, va tornar a les seves arrels a Oslo.

## Inicis
Bosse va néixer a Kristiania, avui anomenada Oslo, la tretzena de catorze fills d'Anne-Marie i Johann Heinrich Bosse. El seu pare era editor i venedor de llibres, i el seu negoci va portar al canvi de residència de la família de Kristiania a Estocolm. Bosse va arribar a experimentar confusió d'identitat nacional durant la seva vida, i va arribar a viatjar els 512 quilòmetres (318 milles) de viatge amb tren entre les dues ciutats moltes vegades. Una nena audaç i independent, va fer el viatge sola quan tenia amb prou feines sis anys.
Dos de les germanes grans de Bosse, Alma (1863–1947) i Dagmar (1866–1954), ja eren artistes reeixides quan Harriet era una nena petita. Inspirada per elles, Harriet va començar la seva carrera d'actuació en una companyia de gira noruega dirigida per la seva germana Alma i el seu espòs Johan Fahlstrøm (1867–1938). Quan tenia divuit anys, va ser convidada a fer el paper de Julieta a Romeu i Julieta, i li explica en una carta a la seva germana Inez que va estar paralitzada pel pànic escènic abans de l'estrena, però que li havia agradat la presentació, els aplaudiments i la manera en què les persones la miraven al carrer l'endemà. Alma va ser la primera i única mestra d'actuació de Harriet. La seva bona relació de germanes i mestra-estudiant es va complicar quan Alma va descobrir que el seu espòs Johan i Harriet estaven tenint un enamoriscament. Els seus pares havien mort i Alma la va fer marxar; usant l'herència que li van deixar, se'n va anar a Estocolm, Copenhaguen i París a estudiar.
L'escenari de Paris —en aquest temps en un conflicte dinàmic entre els estils de producció tradicionals i experimentals— va ser una inspiració per a Bosse i la va convèncer que l'actuació subtil realista que ella estava estudiant era el correcte. En tornar a Escandinàvia, no sabia si establir la seva carrera a Estocolm, on hi havia més oportunitats, o a Kristiania, on tenia llaços emocionals. A pesar que parlava suec amb un accent noruec, la influencia de la seva germana i cantant d'òpera Dagmar fou clau per anar a Estocolm. Es va postular per a un lloc en el Royal Dramatic Theatre ("Dramaten"), la seu principal de teatre a Estocolm, regit pels gustos conservadors del rei Oscar II i els seus consellers personals. Després de treballar àrduament en classes d'elocució va millorar el seu suec, que era la condició per a obtenir la plaça, Bosse es va fer famosa en l'escenari per la seva bella veu i l'articulació precisa. En entrenar el seu suec a un alt grau, va ser contractada pel Dramaten l'any 1899, on la sensació era l'obra Gustaf Vasa, d'August Strindberg.

## Matrimoni amb August Strindberg

### August Strindberg
A pesar que Bosse va ser una dona professional reeixida, és principalment recordada com la tercera esposa del dramaturg suec August Strindberg (1849–1912). Strindberg, una influència important en el desenvolupament de l'obra moderna, va ser conegut nacionalment en la dècada de 1870 com un jove socialista muckraker que va pujar a la fama amb la seva sàtira de l'establiment suec, L'Habitació Vermella (1879). En la dècada de 1890, va sofrir un llarg i desgraciat interludi psicòtic, conegut com la "Crisi d'Inferno", i va quedar marcat per ell. Va canviar del naturalisme al simbolisme en la seva producció literària prolífica, i les seves condemnes i interessos al segle XX es va enfocar menys en política i més en teosofia, misticisme, i l'ocultisme. Quan Bosse el va conèixer (1899–1900), ell tenia 51 anys, en el cim de la seva creativitat, el seu nom lluent en l'escenari.
Strindberg tenia la reputació de ser un misogin, tot i que totes les seves esposes ho negaven. Bosse va escriure a la seva filla Anne-Marie: "Durant els anys que vaig conèixer i que vaig estar casada amb Strindberg el vaig veure com un home natural, afectuós, honorable, lleial — un 'cavaller'". Així i tot, tots els matrimonis de Strindberg van ser marcats per la seva gelosia i la seva sensibilitat, que era considerada paranoica i delirant.

### Festeig

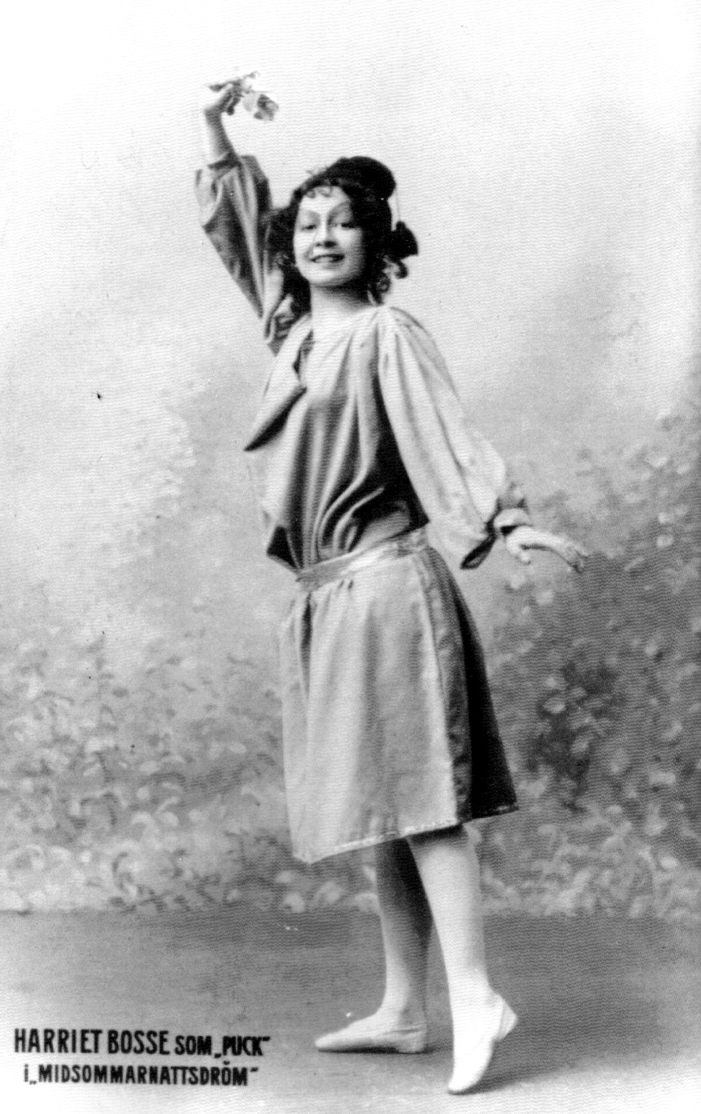
Bosse com Puck a El somni d'una nit d'estiu. Després que el matrimoni va acabar, Strindberg va mantenir una còpia de grandària real d'aquesta foto muntada en una paret darrere d'unes cortines.

Bosse va publicar les cartes del seu festeig i matrimoni amb Strindberg. Els incidents narrats en aquelles cartes i en els comentaris de Bosse han estat analitzats extensament per biògrafs i psiquiatres, i s'han tornat part de la "llegenda Strindberg". Fins i tot abans de la seva primera cita, Bosse havia estat inspirada per la novetat i la frescor de les obres de Strindberg; un iconoclasta i radical amb dos matrimonis turbulents en el seu passat va ser una intrigant i irresistible mescla per a ella.
Strindberg era susceptible a dones fortes i independents, igual que a dones que lluïen joves i delicades; com la seva primera i segona esposa —Siri von Essen i Frida Uhl— Bosse tenia les dues qualitats. Va ser captivat quan va veure Bosse als 22 anys (que sovint feia papers de fades o "orientals") fent el paper de Puck en El somni d'una nit d'estiu. Immediatament la va escollir com l'actriu per a la part de The Lady en la seva propera obra, To Damascus ("Cap a Damasc"), i la va convidar a casa seva per discutir el paper. En aquesta primera trobada, Strindberg, d'acord amb el que explica Bosse, li va obrir la porta amb somriures i encant. Li va oferir vi, flors i arranjaments de fruites, va compartir la seva fascinació amb l'alquímia, ensenyant-li una barreja daurada de cafè dient-li que era or que ell havia fet. Quan ella ja se n'anava, Bosse diu que Strindberg li va demanar la ploma que portava en el barret per escriure les seves obres. Bosse la hi va donar, i ell la va usar, amb una punta de metall, per escriure totes les seves obres durant el seu matrimoni. Es troba en el Museu Strindberg a Estocolm.
Strindberg va festejar a Bosse enviant-li llibres sobre la teosofia i l'ocultisme, per intentar de modelar la seva ment, i per enriquir la seva carrera. Es va dedicar a escriure les seves obres amb papers centrals que concebia per a ella, la persuadia per que hi actués i al Dramaten que la contractessin a ella per a les seves obres. Bosse afirma en la seva edició de les Cartes que solia resistir-s'hi, igual que l'administració, ja que no tenia tanta experiència per a les funcions importants i complexes. L'opinió de Strindberg, un poder en el teatre, sovint va prevaler. El paper d'Eleonora a Easter (1901), el qual intimidava a Bosse per la seva sensibilitat i delicadesa, però que finalment es va decidir a fer, va resultar ser el paper més reeixit i estimat de Bosse, i un punt crític en la relació de Bosse i Strindberg. Es van comprometre al març de 1901, durant els assajos de Easter, i, com explica Bosse, va ocórrer l'incident més conegut de la llegenda Strindberg. Bosse explica com va anar a veure Strindberg per demanar-li que li donés el paper a una actriu més experimentada, però ell li assegurà que ella era perfecta per al paper. "Llavors va col·locar les seves mans en les meves espatlles, em va mirar per un llarg i ardent moment, i va preguntar: ' t'agradaria tenir un nen petit amb mi, senyoreta Bosse?' Vaig fer una salutació formal i vaig contestar, com si estigués hipnotitzada: 'Sí, gràcies!'—I quedàrem compromesos."

### Matrimoni i divorci
Bosse i Strindberg es van casar el 6 de maig de 1901. Strindberg va insistir que Bosse no portés les seves possessions a la casa que ell havia arreglat per a ella, creant un "lloc on podria educar-la i dominar-la". En aquest lloc, amb els seus gustos de decoració Oscariana i antiquada, amb pedestals, mobles de menjador que imitaven el renaixement alemany, a comparació dels gustos moderns de Bosse.

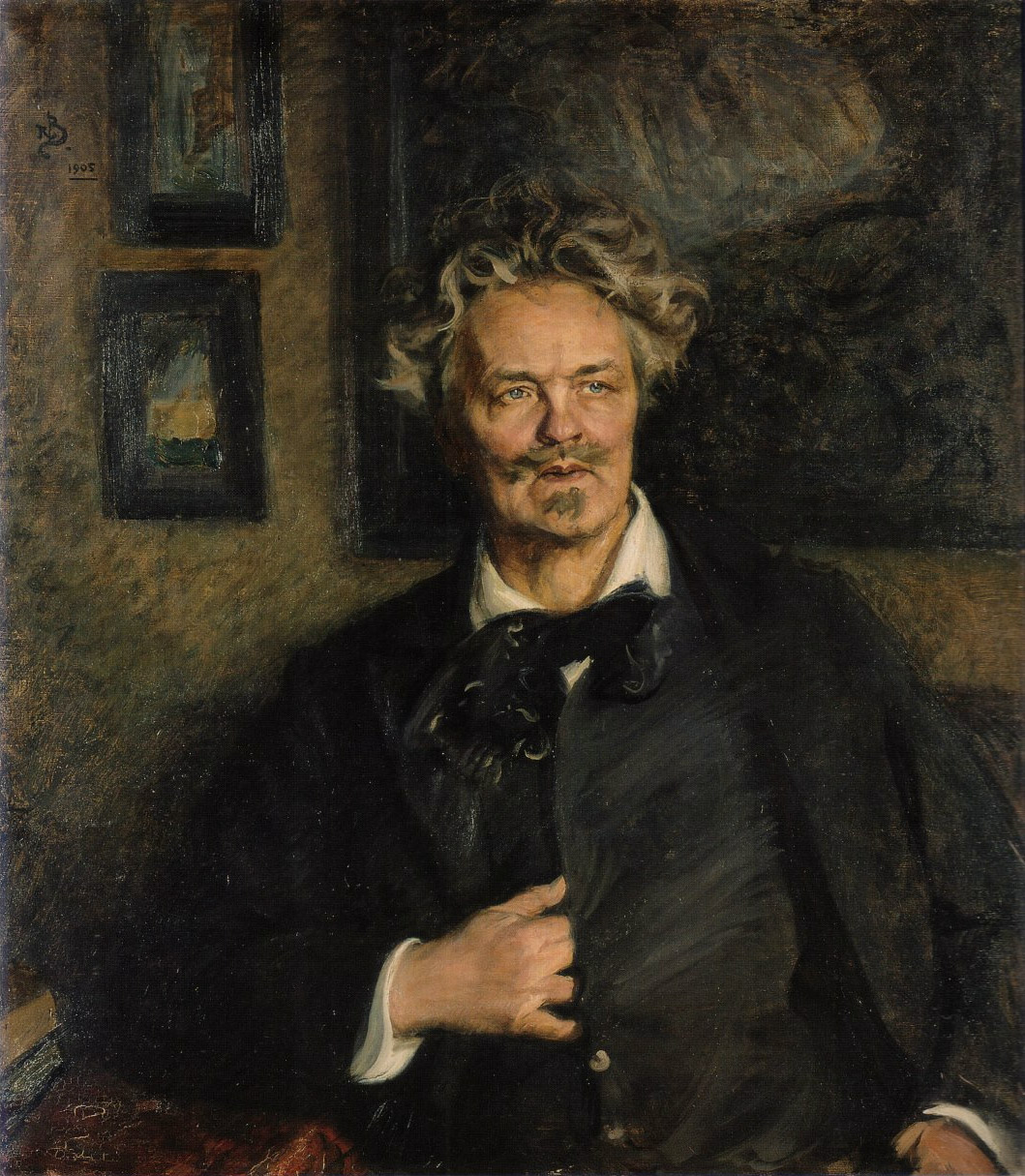
Retrat de Strindberg per Richard Bergh, 1905

Preparant-se per a la vida del més enllà, Strindberg explicava, no podia permetre coses en el departament que portessin a pensaments sobre les coses materials. En els seus comentaris en Cartes, Bosse descriu amb lleialtat i afecció la protecció i els esforços que feia Strindberg per portar amb ell a Bosse en el seu viatge espiritual; així i tot, ella s'irritava amb aquests esforços, emfatitzant que tenia 22 anys i que encara no estava al final de la seva vida. Cada vegada més agorafòbic, Strindberg intentava superar les seves ansietats i deixar que Bosse gaudís les excursions d'estiu que ella demanava. Planejava passejades en victòries que rentava, però usualment els "Poders" místics que ho dominaven intervenien. Una crisi va succeir al juny de 1901, quan Strindberg va organitzar, i a l'últim moment va cancel·lar, una lluna de mel a Alemanya i Suïssa. Bosse escriu a Cartes que ella no va tenir res més que fer que quedar-se a casa i aguantar-se les llàgrimes, i que Strindberg intentava consolar-la donant-li un Baedeker "per viatjar llegint".

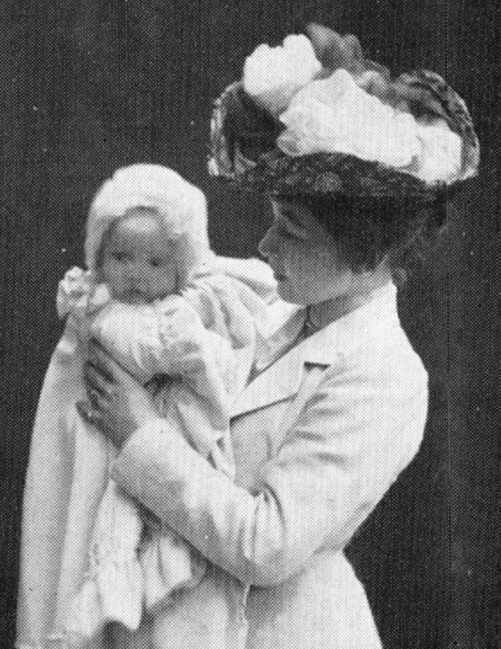
Bosse amb la seva filla Anne-Marie de sis mesos

El viatge cancel·lat va ser el principi de la fi. Bosse va anar a Hornbæk a Dinamarca, un viatge molt més curt. Allí la seguien les cartes de Strindberg, plenes de remordiment en haver-la ferit, i després per ell mateix, armat de valor per enfrontar la vida social que buscava Bosse. Així i tot, la relació va arribar a estar plena de gelosia i sospites, com quan Strindberg va colpejar a un fotògraf amb el seu cabell blanc al no poder suportar l'atenció que li donava a Bosse. Aquest any a l'agost, quan Bosse va descobrir que estava embarassada, fins a la felicitat de Strindberg no va poder salvar el seu matrimoni, la qual cosa es pot veure en les cartes que li enviava a Bosse. Quan la seva filla Anne-Marie va néixer el 25 de març de 1902 ja estaven separats. "Pel bé dels dos és millor que no torni", va escriure Bosse en una carta a Strindberg. "El seguir vivint junts amb sospites de cada paraula, cada acte, seria la meva fi." Strindberg va començar el procés del divorci per la insistència de Bosse.

### Personatges de Strindberg per a Bosse
La relació de Strindberg i Bosse era altament dramàtica. Strindberg oscil·lava entre adorar a Bosse com la regeneradora de la seva creativitat ("preciosa, cordial i amable") a una gelosia salvatge (anomenant-la "una dona petita i dolenta", "malvada", "estúpida", "negra", "arrogant", "verinosa" i "prostituta"). Les seves cartes mostren que Bosse va inspirar diversos personatges importants en les seves obres, especialment durant el curs de 1901, i que la manipulava en prometre-li que buscaria la forma que ella fos l'actriu que representés aquests personatges en les obres. Durant l'any de 1901, Strindberg va escriure papers artístics per Bosse, i que van ser basats en la seva relació, reflecteixen aquesta combinació d'adoració i la "sospita de cada paraula, cada acte" de Bosse. Carla Waal explica vuit personatges menors i sis majors escrits per Bosse per actuar, o com a retrats d'ella, molts d'ells clàssics en la història del teatre occidental. Les funcions importants descrites per Waal és La Senyora en Cap a Damasc (1900; ja escrit gairebé íntegrament quan Bosse i Strindberg es van conèixer, però utilitzat entre ells per realçar la seva intimitat); Eleonora a Easter (1901; modelada a partir de la germana de Strindberg, Elisabeth, però feta per Bosse); Henriette a Delictes i Delictes (1901); Swan White a Swan White (1901); Christina a Reina Christina (1901); i la filla de Indra en El Somni (1902). Els anys es refereixen a dates de publicació; Bosse mai va ser part de Swan White, fins i tot quan Strindberg insistia, i encara que molts anys més tard ella va descriure aquesta obra com el regal de noces de Strindberg per a ella.

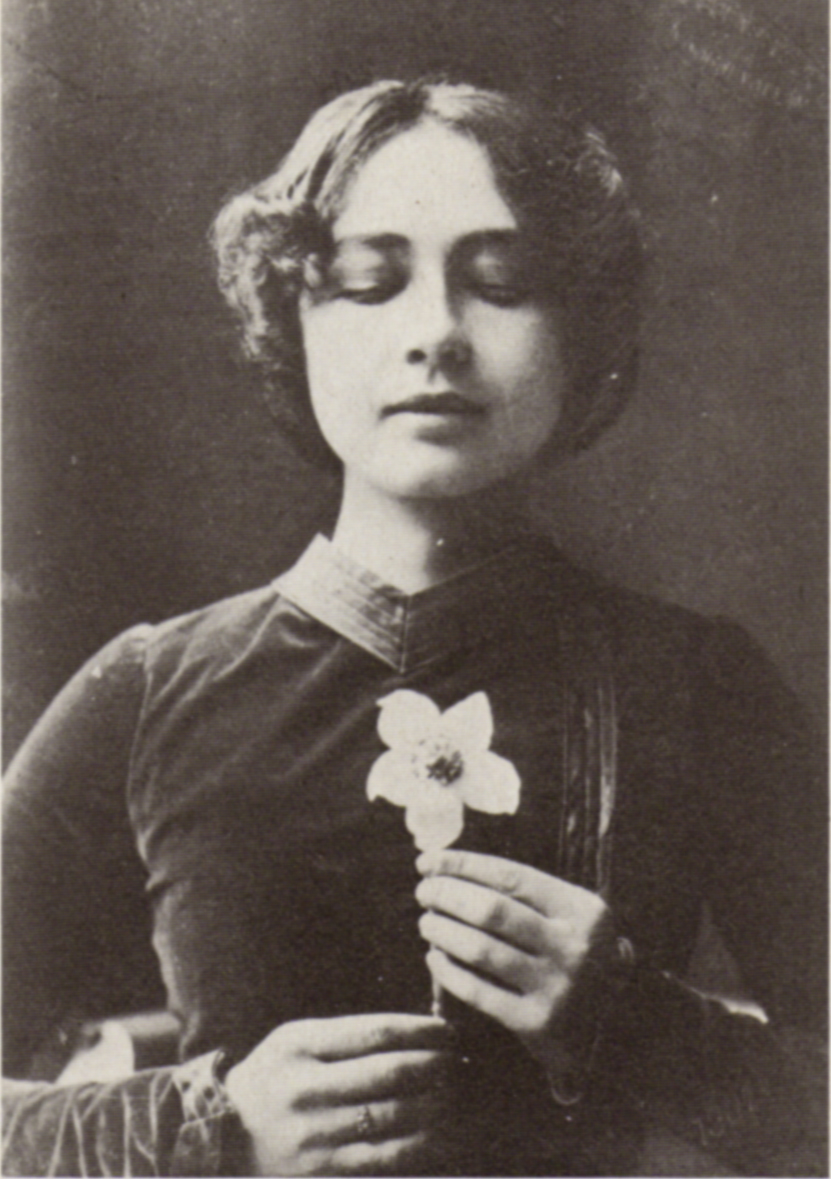
Bosse com la Senyora a l'estrena de Cap a Damasc al Teatre Reial l'any 1900.

## Independència

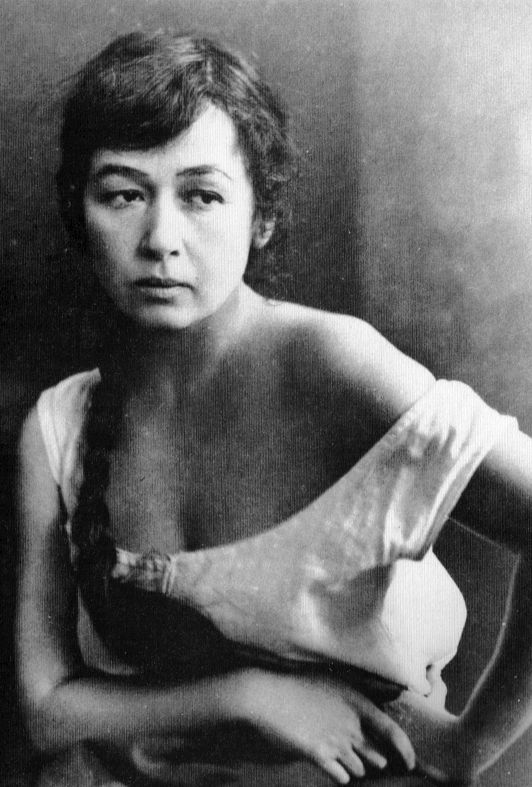
Bosse com a Steinunn a El Desig (1917), de Jóhann Sigurjónsson.

Abans i després del seu divorci, Bosse era una celebritat d'Estocolm. La seva independència i status li van donar una reputació de ser de fort caràcter i dogmàtica, insistint i rebent, pagant per funcions significatives. Va deixar a Dramaten amb el seu repertori convencional i va començar a treballar en el Teatre suec d'Albert Ranft, on ella i l'actor (Anders) Gunnar Alaård (1878–1912) van formar una parella popular. Va viatjar freqüentment, particularment per a funcions a Hèlsinki, deixant a la seva filla, Anne-Marie, amb Strindberg. L'any 1907, Bosse va fer història teatral quan va fer el paper de la filla d'Indra a l'obra Joc de Somni de Strindberg. Ella i Strindberg es reunien setmanalment per sopar a la seva casa, i van ser amants fins que ella va començar les preparacions per al seu matrimoni amb Gunnar Alaård l'any 1908. Al 1909 Bosse va tenir un fill amb Alaård, Bo. Aquest matrimoni també va ser breu, acabant en divorci l'any 1912.
L'any 1911, sent una dona divorciada amb dos nens, Bosse va tornar a Dramaten. Strindberg estava malalt amb càncer i va morir el 14 de maig de 1912. Aquest mateix any va ser un de tragèdia per Bosse: el fill d'Alma Fahlstrøm, Arne, va morir amb el Titánic el 15 d'abril i l'ex-espòs de Bosse, Gunnar Wingård es va suïcidar el 7 d'octubre. Aquests successos van deixar als fills de Bosse sense pares, Bosse es va mantenir amb un horari ple, amb l'excepció d'uns dies de dol després del suïcidi d'Alaård. Per diversos mesos després de la mort d'Alaård, rebia cartes anònimes i trucades de telèfon amenaçant-la i culpant-la de la depressió i mort d'Alaård.
El tercer matrimoni de Bosse, 1927–1932, fou amb Edvin Adolphson (1893–1979). Adolphson havia abandonat la seva carrera en el teatre per tornar-se director de cinema i un desl millors actors de cinema suecs.
Bosse va treballar-hi en dues pel·lícules, ambiciosament fetes i dirigides, basades en novel·les per escriptors altament reconeguts. La proesa artística de Fills d'Ingmar (1919) ha estat altament reconeguda. Dirigida i co-protagonitzada amb Victor Sjöström, està basada en una novel·la pel guanyador de premi Nóbel, Selma Lagerlöf; molts anys més tard, Ingmar Bergman va referir a Fills d'Ingmar com una "pel·lícula magnífica i notable" i va reconèixer el seu deute propi a Sjöström. Bosse, qui feia el paper de Brita, va dir que Fills d'Ingmar " és l'única pel·lícula sueca que va valer la pena." Així i tot, la pel·lícula no li va donar a la seva carrera el nou inici que la indústria de pel·lícula sueca li havia donat a Edvin Adolphson, i van passar disset anys abans que fes una altra pel·lícula. Aquesta pel·lícula va ser Bombi Bitt i jo (1936), la seva única participació en el cinema sonor, basada en la primera novel·la popular de Fritiof Nilsson Piraten amb el mateix títol i dirigit per Gösta Rodin. Bombi Bitt va ser reeixida, encara que Bosse va tenir un paper menor com el personatge de "Franskan".

## Jubilació
Després de molts anys d'èxit actuant com a agent lliure, les opcions de Bosse van anar disminuint en la dècada de 1930. Va tenir problemes econòmics a conseqüència de la Gran Depressió, i, encara que es veia més jove que la seva edat, ja no la contractaven per ser la protagonista. La seva tècnica era sovint lloada, però de vegades era percebuda com a antiquada, en comparació de les tècniques modernes. En trobar-se sense treball al món del teatre suec, ella només va aconseguir tornar com a membre de Dramaten per mitjà de persuasió hàbil i recordatoris de la seva història en el mateix. Tenint un treball de sou menor, va treballar només en quinze funcions, amb personatges menors, durant els seus últims deu anys en Dramaten, 1933–1943.
En jubilar-se del teatre durant la Segona Guerra mundial, Bosse va considerar tornar a Oslo, la capital de Noruega, la casa de la seva infantesa i joventut. Es va mudar l'any 1955 després d'haver viatjat plenament. La mort del seu germà Ewald l'any 1956 la va deixar com l'única supervivent dels catorze fills d'Anne-Marie i Johann Heinrich Bosse. "Com desitjava estar a Estocolm", escrivia a un amic en 1958. "La meva vida sencera està allà." La seva salut va deteriorar-se per depressió i els records dels seus últims anys a Dramaten.